# Selorejo (Bagor)
Selorejo is een bestuurslaag in het regentschap Nganjuk van de provincie Oost-Java, Indonesië. Selorejo telt 4491 inwoners (volkstelling 2010).